# Volvo 5000A
A Volvo 5000A, vagy (más néven Säffle 5000A, ugyanis 1998 előtt a svéd Säffle Karosseri AB gyártotta) egy 1994 és 2005 között gyártott városi alacsony padlós, alumínium-karosszériás csuklósbusz. Szóló változata a Volvo 5000.
A szóló változatú prototípust 1993-ban mutatták be, majd a sorozatgyártást a B10L (szóló) / B10LA (csuklós) alvázzal kezdték meg a Säffle Karosseri AB gyárban. A gyárat 1998-ban felvásárolta a Volvo, és ugyanettől az évtől kezdve az akkor bemutatott B7LA alvázon folytatta a típus gyártását, immáron Volvo 5000-es jelzéssel. Ezzel párhuzamosan, a B7LA rozsdamentes acél karosszériájú változata a 7000-es jelölést kapta.
Svédországban eléggé sok helyen előforduló busztípus; Magyarországon a Volánbusz Veszprémben és Salgótarjánban üzemeltetett ilyen járműveket. Utóbbiak régebben Budapesten futottak, a BKV alvállalkozójaként a Nógrád Volán állományában.
A magyarországi példányok mindegyike eredetileg Stockholmban kezdte az utasszállítást, ahonnan a későbbi budapesti kocsik először Göteborgba kerültek, majd onnan vásárolta meg őket a székesfehérvári Alfa Busz Kft., hogy azokat a Nógrád Volánnak adja bérbe, akik pedig a BKV alvállalkozójaként közlekedtessék őket. A Szabadság híd felújítása miatti villamospótlásra kiszemelt buszok honosítása során beépítésre került egy negyedik utasajtó is. A rossz üzemkészség miatt azonban hamar lekerültek a villamospótlóról, és jellemzően a 20E vonalon szállították az utasokat. A rendelkezésre állási problémák ezután sem oldódtak meg, így 2009-ben a BKV felmondta a szerződést. Ezt követően a Volán megvásárolta az autóbuszokat (az LCR-151 kivételével), és a saját vonalain, Nógrád megyében állította forgalomba.
A veszprémi kocsik a Balaton Volán flottaszínében álltak be eleinte helyijárati, majd 2019-től helyközi forgalomba, az eredeti, háromajtós kialakításukban.
A típus utolsó hazai képviselője 2022 augusztusában fejezte be a közforgalmú utasszállítást.